# Ambassade d'Ukraine en Estonie
L'ambassade d’Ukraine à Tallinn (en estonien : Ukraina suursaatkond Tallinnas) est la représentation diplomatique de l’Ukraine auprès de la république d'Estonie.

## Histoire
Après la déclaration d'indépendance de l'Ukraine le 24 août 1991, l'Estonie a reconnu l'Ukraine le 6 décembre 1991.
L'Ukraine a reconnu la République d'Estonie le 26 août 1991.
Les relations diplomatiques entre les deux pays ont été établies le 3 janvier 1992.
Le traité d'amitié et de coopération entre l'Ukraine et l'Estonie, signé le 26 mai 1992, est devenu la base de nouvelles relations bilatérales.
L'Estonie a ouvert une ambassade à Kiev en août 1993 et l'Ukraine a ouvert une ambassade à Tallinn le 1er octobre 1993.

## Ambassadeurs d’Ukraine en Estonie
- Volodymyr Kedrovskiy (1919-1921)
- Mikhaylo Parashchuk (1921)
- Evgen Golitsynskii (1921)
- Evgen Terletsky (1921-1923)
- Viktor Hladush (1992-1993)
- Yuriy Olenenko (1993-1999)
- Mykola Makarevich (1999-2005)
- Pavlo Kiriakov (2005-2010)
- Volodymyr Reshetnyak (2010)[2]
- Viktor Kryzhanivsky (2010-2017)
- Vasyl Yakovenko (2017-2018)[3]
- Mariana Betsa (2018-2023)
- Kononenko Maxim Oleksiyovitch (2023-)